# Wilhelm von Döbeln (militär)
Ernst George Wilhelm von Döbeln, född 23 juni 1789 i Vänersnäs socken, död 19 oktober 1813 i Slaget vid Leipzig, var en svensk militär.

## Militär karriär
von Döbeln antogs som kadett vid Kungliga Krigsakademien i Karlberg 1802 och utexaminerades 1805. Efter examen utnämndes han till kornett vid Lätta livdragonregementet och befordrades till löjtnant 1809. Samma år erhöll han även medaljen För tapperhet i fält i guld för bevisat mod under Finska kriget. Han utnämndes till major 1810 vid Västgöta-Dals regemente och var även kavaljer (adjutant) åt den blivande Oscar I. von Döbeln deltog i Napoleonkrigen och blev skjuten till döds vid svenskarnas stormning av Leipzig den 19 oktober 1813. Under sin karriär blev von Döbeln även utnämnd till riddare av Svärdsorden.

## Slaget vid Leipzig
von Döbeln hade under slaget befäl över tre jägarbataljoner, vilka hade som mål att anfalla och storma en av Leipzigs portar. De tre bataljonerna närmade sig staden i kolonn och de möttes vid den så kallade tullporten av ett kraftigt kulregn. Porten var dessutom barrikaderad med vagnar, stockar och lavetter. Barrikaden vräktes undan och kolonnerna trängde in på gatan innanför. Kulregnet var även här starkt, både från trupper på gatan och från skyttar som stod i husens fönster på ömse sidor. I denna stund träffades von Döbeln av en dödlig kula. Han föll tillsammans med en betydande del av övrigt befäl. De främre trupperna i bataljonen började dra sig tillbaka. När en oordnad reträtt började ske steg en major Petré fram och tog över befälet. Petré kommenderade attack, varefter von Döbelns bataljoner trängde fram ända till stadens centrala torg.

## Eftermäle

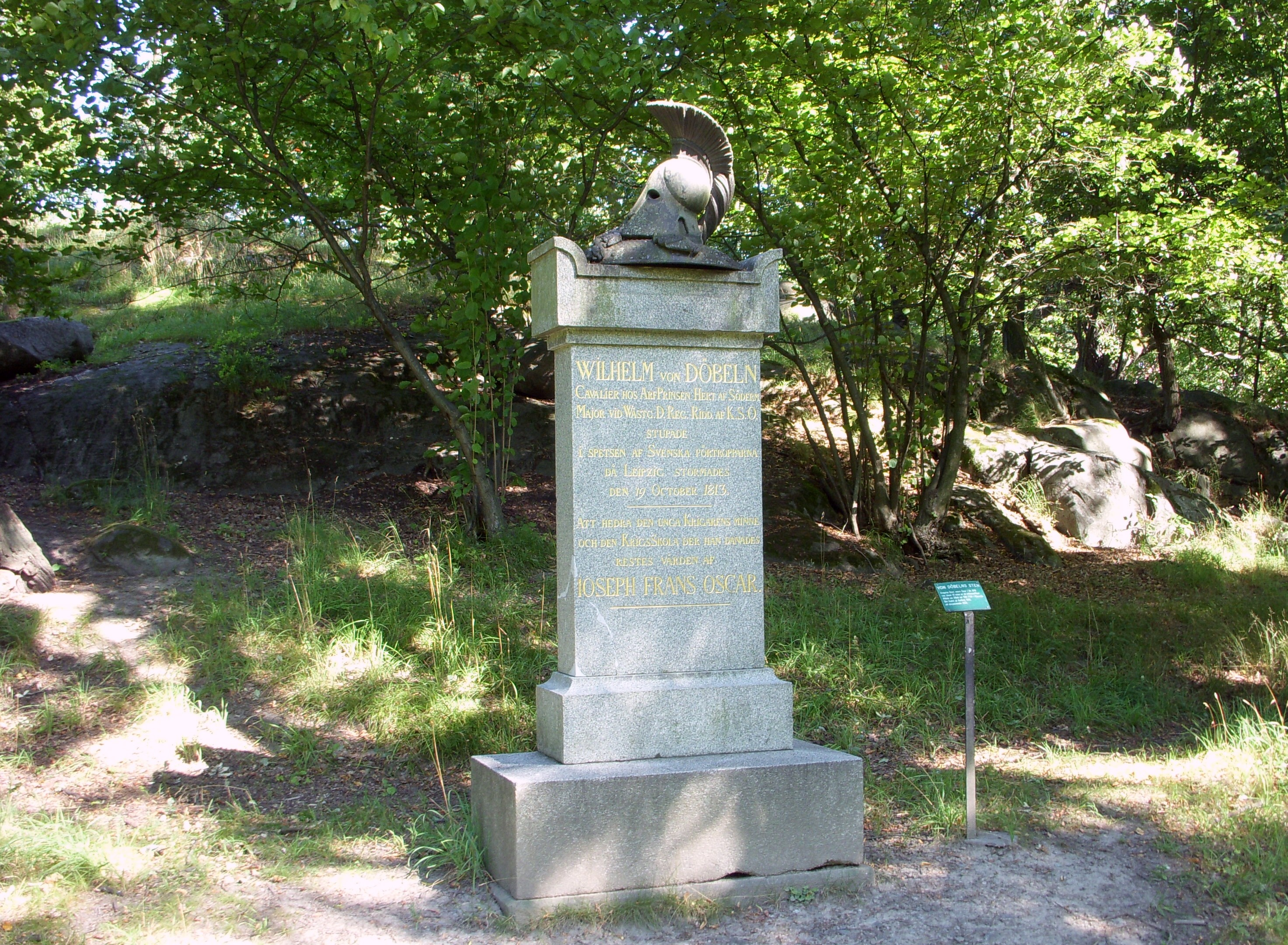
Minnesmärke över Wilhelm von Döbeln i Karlbergs slottspark.

Till von Döbelns ära restes en minnessten vid Kungliga Krigsakademien vid Karlbergs slott. Den bekostades av prins Oscar och restes 1815. På dess sockel kan man läsa:
| ” | WILHELM von DÖBELN Cavalier hos ArfPrinsen Hert Af Söderm Major vid Wästg.D.Reg. Ridd. af K.S.O. stupade i spetsen af Svenska förtropparna då Leipzig stormades den 19 October 1813 Att hedra den unga Krigarens minne och den KrigsSkola der han danades restes vården af IOSEPH FRANS OSCAR | „ |